# Tijan Marei
Tijan Marei (* 1996 in Berlin) ist eine deutsche Schauspielerin. Sie debütierte im Jahr 2007 als Kinderdarstellerin und ist seit 2013 regelmäßig in deutschen und internationalen Fernsehserien und (Kino-)Filmproduktionen zu sehen.

## Laufbahn
Mareis Mutter ist Deutsche, ihr Vater hat tscherkessische Vorfahren. Als Marei zehn war, wurde bei den Bundesjugendspielen eine Casterin auf sie aufmerksam und Marei übernahm eine kleine Rolle an der Seite von Anna Loos in dem ZDF-Fernsehfilm Das Echo der Schuld.
Ihre erste Hauptrolle erhielt Marei 2017 in der ARD-Produktion Ellas Baby unter der Regie von David Dietl. In dem Fernsehfilm verkörpert sie eine 16-jährige Schülerin, die bei einem Schüleraustausch in Frankreich ungewollt schwanger wird. Für ihre Leistung wurde sie für den Hessischen Filmpreis als „Beste Schauspielerin“ nominiert. 2019 spielte sie die Titelrolle in der Märchenverfilmung Schneewittchen und der Zauber der Zwerge. 2020 wirkte sie in der Rolle der Gretel im britischen Filmdrama Six Minutes to Midnight mit.
Nach dem Abitur absolvierte sie mit 18 Jahren eine kurze Ausbildung zur Yogalehrerin in Goa, Indien. Anschließend machte sie eine zweijährige Yoga-Ausbildung in Berlin. Außerdem begann sie das Studium Bildende Kunst an der Universität der Künste Berlin.
2020 begannen die Dreharbeiten für den Film Die Rettung der uns bekannten Welt von und mit Til Schweiger, in welchem Marei eine Hauptrolle übernahm. 2021 wurden die Dreharbeiten für den Netflix-Horrorfilm Das Privileg abgeschlossen, in dem Marei unter der Regie von Felix Fuchssteiner und Katharina Schöde spielte. Im gleichen Jahr drehte sie, ebenfalls für Netflix, für Rumspringa der Regisseurin Mira Thiel.

## Filmografie (Auswahl)
- 2007: Das Echo der Schuld (Fernsehfilm)
- 2013: Who Am I – Kein System ist sicher
- 2014: Oblivio (Kurzfilm)
- 2014: Inga Lindström (Fernsehfilm, Folge Die Kinder meiner Schwester)
- 2015: Paare (Miniserie, Folge Fall 14)
- 2016: Tante Maria, Argentinien und die Sache mit den Weißwürsten (Fernsehfilm)
- 2016: Affenkönig (Kinofilm)
- 2016: Die Eifelpraxis (Fernsehserie, Folge Erste Hilfe aus Berlin)
- 2016: Siebenstein (Fernsehserie, Folge Schnuppertag bei Siebenstein)
- 2017: Die Konfirmation (Fernsehfilm)
- 2017: Ein Dorf rockt ab (Fernsehfilm)
- 2017: Abgestempelt (Fernsehserie, 2 Folgen)
- 2017: 4 Blocks (Fernsehserie, 4 Folgen)
- 2017: Ellas Baby (Fernsehfilm)
- 2018: SOKO Leipzig (Fernsehserie, Folge Janika)
- 2018: Wishlist (Fernsehserie, Folge Bist du dabei?)
- 2018: Großstadtrevier (Fernsehserie, Folge Blutrache)
- 2018: Notruf Hafenkante (Fernsehserie, Folge Der Superheld)
- 2018: SOKO Potsdam (Fernsehserie, Folge Falsches Spiel)
- 2018: Alles Isy (Fernsehfilm)
- 2018: In aller Freundschaft – Die jungen Ärzte (Fernsehserie, Folge Hand aufs Herz)
- 2018: Raus
- 2019: Nachts baden
- 2019: My Zoe
- 2019: Schneewittchen und der Zauber der Zwerge (Fernsehfilm)
- 2019: Druck (Fernsehserie, 2 Folgen)
- 2020: Die Kanzlei (Fernsehserie, Folge Heiße Fracht)
- 2020: Das Mädchen am Strand (2-tlg. Fernsehfilm)
- 2020: Letzte Spur Berlin (Fernsehserie, Folge Blutsbande)
- 2020: Six Minutes to Midnight
- 2020: Wolfsland – Kein Entkommen
- 2020, 2025: SOKO Köln (Fernsehserie, Folgen Schrei nach Liebe, "2 Zimmer, Küche, Bad")
- 2021: Risiken und Nebenwirkungen
- 2021: Die Rettung der uns bekannten Welt
- 2021: Das Privileg
- 2021: Rumspringa – Ein Amish in Berlin
- 2022: Alle für Ella
- 2024: Helgoland 513 (Fernsehserie, 7 Folgen)
- 2025: Tschappel (Fernsehserie)
- 2025: Fall for Me